# Bouhdila
Bouhdila (en arabe : بوهديلة) est une ville du Maroc. Elle est située dans la région de l'Oriental.